# Absolute Dance opus 28
Absolute Dance opus 28 er en kompilation i serien Absolute Dance udgivet i 2000.

## Spor
1. Darude – "Sandstorm" (Radio Edit)
2. DJ Aligator Project – "The Whistle Song" (Clean Radio Version)
3. Lock'n'Load – "Blow Ya Mind" (Club Caviar Radio Edit)
4. Musikk – "Feel So Good" (Radio Edit)
5. Moloko – "The Time Is Now" (Can 7 Soulfood Mix)
6. 666 – "D.E.V.I.L." (Radio Mix)
7. Outlandish – "Walou" (Radio Version)
8. Barcode Brothers – "Tele" (Radio Edit)
9. Laid Back – "Sunshine Reggae 2000"
10. Fem@le – "Centerfold" (Radio Edit)
11. Stina Stina – "Don't Talk" (DJ Aligator Club Version)
12. Nu Generation – "In Your Arms (Rescue Me)" (Aston's Freestyle Long Radio Edit)
13. Dada – "Get Ready To The Beat" (Radio Edit)
14. Nagano All Stars – "Wherever You Are" (Radio Mix)
15. Hampenberg – "With Some Class"
16. Basement Jaxx – "Bingo Bango" (Radio Mix)
17. Hi-Gate – "Pitchin' (In Every Direction)"
18. Das Saint – "I Wanna See U Sweat" (Radio Sweat)
19. Superfunk feat. Ron Carroll – "Lucky Star" (Album Mix)
20. Eiffel 65 – "Too Much Of Heaven" (Radio Version)